# Waikowhai
Waikowhai est une banlieue de la cité d’Auckland, située dans l’Île du Nord de la Nouvelle-Zélande.

## Gouvernance
Waikowhai est sous la gouvernance locale du Conseil d'Auckland.

## Population
Selon le recensement de la population en Nouvelle-Zélande de 2006, la population de la totalité des districts de Waikowhai East et de Waikowhai West était de 7 839 habitants.

## Toponymie
Les noms Maoris Wai (« Eau ») et Kowhai, arbre local avec des fleurs jaunes et brillantes donnent Waikowhai qui signifie « reflété par l’eau » en langage maori.

## Caractéristique
Waikowhai possède le plus grand massif de forêts indigènes de l'isthme d’Auckland.  
Considéré comme trop peu fertile pour l’agriculture, il n'a pas été défriché et donné à la Mission Wesley. 
Aujourd’hui ce secteur de forêt abrite un échantillon précieux de la flore et de la faune originelle de la région d’Auckland.

## Éducation
- Waikowhai Intermediate School (en)
- collège de Lynfield (en)
- Mount Roskill Grammar School (en)
- Dominion Road School (en)

Les écoles secondaires catholiques du secteur sont Marcellin College (en) et St Peter's College.